# Wirtschaftsschiedsgericht Vilnius
Das Wirtschaftsschiedsgericht Vilnius (Vilniaus komercinio arbitražo teismas, VKAT; engl. Vilnius Court of Commercial Arbitration, VCCA) ist eine in Vilnius (Litauen) ansässige Institution der internationalen Schiedsgerichtsbarkeit. Der VCCA  kann von allen Parteien, ungeachtet des Orts der Niederlassung oder des Rechtssystems angerufen werden. Obwohl der Schwerpunkt auf der Schlichtung und der Bereitstellung eines formalen Schlichtungsgerichtshofs liegt, ist der VCCA auch in der Mediation aktiv.
Das Gericht entstand, als man Oktober 2003 zwei Schiedsgerichte (lit. Arbitražo teismas prie Asociacijos Tarptautiniai prekybos rūmai Lietuva und Vilniaus tarptautinis komercinis arbitražas) nach der Reorganisation vereinigte (Rechtssachen wurden übernommen).

## Schiedsrichter
Die Schiedsrichter sind: Gintaras Balčiūnas, Gintautas Bartkus, Valentinas Mikelėnas, Sigitas Mitkus, Vytautas Mizaras, Vytautas Nekrošius, Stasys Šedbaras und andere.

## Leitung
- Vorsitzende: Vytautas Nekrošius
- Generalsekretär: Vitalija Baranovienė